# NGC 2226
NGC 2226 је расејано звездано јато у сазвежђу Једнорог које се налази на NGC листи објеката дубоког неба.
Деклинација објекта је - 9° 38' 32" а ректасцензија 6h 26m 37,5s. Привидна величина (магнитуда) објекта NGC 2226 износи 11,5.